# Sørfjorden (Hardanger)
 For alternative betydninger, se Sørfjorden. (Se også artikler, som begynder med Sørfjorden)
Sørfjorden er en 38 kilometer lang sidefjord til Hardangerfjorden i Hardanger, Vestland fylke i Norge. Den strækker sig fra nord, hvor Utnefjorden deler sig i Sørfjorden og Eidfjorden og mod syd til Odda. Fjorden har indløb mellem Trones i nordvest, syd for Utne, og Kyrkjenes i sydøst, lige nord for Kinsarvik. Ved indløbet stikker Kinsarvikbukten mod syd til Kinsarvik og herfra går det færge nordover til Utne og Kvanndal i Granvin længere mod nord.
Fjorden er 38 km lang og relativt smal. Indenfor Lindenes/Eitrheim er fjorden mindre end 50 meter dyb. Ved Tyssedal går den ned til 200 meter og mellem Digranes og Børve er den omkring 385 meter dyb. Ved Kinsarvik falder bunden brat ned til hovedfjordens bund og danner en hængende dal under vand.
Langs fjorden ligger på vestsiden fra nord til syd Grimo, Jåstad, Aga og Agatunet, Syreflot, Vikebygd med Bleie og Nå, Eitrheim og Tokheim. Mellem Eitrheim og Tokheim ligger industriområdet Norzink. På østsiden af fjorden ligger Kinsarvik, Lofthus, Ullensvang, Hovland og Tyssedal. Sørfjorden er kendt for frugtblomstringen i maj. Bygderne omkring fjorden leverer frugt til hele landet.

## Galleri
- Udsigt omkring Lofthus
- Frugtplantager på skråningerne langs fjorden
- Udsigt mod syd
- Udsigt mod gletsjeren Folgefonna